# スモリャニノヴォ
スモリャニノヴォ（ロシア語: Смоляниново）はロシア連邦東部の沿海地方にあり、シコトヴォ地区の中心に位置する町。人口は6,749人（2018年）。